# Hyllos
Hyllos (řecky Ὕλλος, latinsky Hyllus) byl v řecké mytologii syn největšího hrdiny řeckých bájí Hérakla a jeho druhé manželky Déianeiry.
Když byl Héraklés prodán do otroctví ke královně Omfalé, jeho nepřítel a bývalý pán, mykénský král Eurystheus, vyhnal Héraklovu ženu Déianeiru a jejich děti ze sídla v Tírynthu. Všichni se usídlili u tráchínského krále Kéýka, který byl Héraklovým přítelem.
Asi po třech letech na pokyn matky se dal Hyllos do pátrání po svém otci. Našel ho v Oichalii, kde vykonal pomstu na králi Eurytovi za dřívější urážky a za to, že odmítl svou dceru Iolu dát Héraklovi za manželku. Shledání s otcem však nebylo na delší dobu. Mezitím totiž Hyllova matka Déianeira poslala Héraklovi plášť. Když si ho oblékl, dostal kruté bolesti.
Zavinila to příhoda, která se udála před několika lety. Když se Héraklés a Déianeira krátce po svatbě vraceli z Kalydónu na Tíryns, při přechodu přes řeku přenášel Déianeiru Kentaur Nessos a protože se mu líbila, hodlal ji unést. Zpozoroval to Héraklés a jednou ranou otráveným šípem Nessa usmrtil. Ten ale posledním dechem poradil Déianeiře, aby nabrala jeho krev a pomazala jí Héraklův oděv, což pomůže, aby se vrátila jeho láska k ní. A ta situace právě nastala, protože Héraklés se při tažení proti Eurytovi setkal s jeho krásnou dcerou Iolou a jeho láska k ní znovu vzplála. Déianeira se to dozvěděla a chtěla podle Nessovy rady získat zpět lásku svého manžela.
Plášť, napuštěný Nessovou jedovatou krví, Hérakla zabíjel. Když Hyllos vysvětlil otci, že Déianeira je nevinná, že nevědomky podlehla krutým intrikám, vrátil se k ní, ale už ji nenašel živou, protože si sama vzala život.
Pozvolna v bolestech umírající Héraklés prosil Hylla, aby ho zbavil života a zkrátil jeho utrpení, Hyllos se k tomu nedokázal odhodlat. Otcovo další přání prý ale splnil: vzal si krásnou Iolu za manželku.
Když Héraklův pozemský život skončil na hoře Oeta, Hyllos se vrátil na Tíryns a žil tam se svou ženou do doby, než ho mykénský král Eurystheus odtud vyhnal. Hyllos našel útočiště v Athénách a tam se dožil Eurystheovy porážky i jeho potupné smrti.